# 天使1/2方程式
《天使1/2方程式》（日语：天使1/2方程式）是日本漫画家日高萬里的少女漫画作品。自2010年20號開始于白泉社雜誌《花與夢》上連載，至2020年11月日文版單行本已發行10冊。台灣由長鴻出版社代理，目前單行本已發行9冊。作者因健康因素，從2010年24號到2011年7號中斷連載，後來從2011年第8號開始以偶數號刊載的方式重新恢復連載。
本作品是以作者的經典系列作「秋吉家系列」中的登場的主角萬葉與真紀的兒子真那做為男主角而描繪的戀愛故事，並且隨著新主角由依子的登場，再次拉開了新篇章的序幕。

## 故事簡介
就讀高二的高垣由衣子，最大的煩惱就是乾裂的嘴唇和容易亂翹的頭髮。某天，在意嘴唇乾裂到流血的她，不小心撞到了在美容院家庭長大、人稱「真那大人」的人氣一年級學弟杉本真那，而且還不小心把血沾到人家的襯衫上了！由衣子在慌亂之下要求真那當場脫下襯衫給她洗，這舉動使真那印象深刻。再次見面後，真那意識到由衣子非常在意嘴唇問題，主動說「你嘴唇乾裂的問題，請讓我來想辦法解決吧」，便開始熱心的在放學後教導她保養嘴唇和頭髮的方法。
這意外的插曲隨著一次次的見面，由衣子發現自己不僅是外表，連心意都有了變化......。

## 登場人物
以下聲優為日本單行本第4冊、第7冊初回限定版附贈的廣播劇CD。

### 主要登場人物
高垣 由衣子（聲：花澤香菜）
本作女主角，高中二年A班。特徵為波浪式自然捲，嘴唇容易乾裂是最大的煩惱。
小學的時候因為被喜歡的男生說「你的嘴唇都乾巴巴的嘛」造成後來的心理創傷，苦澀的回憶加速了自卑感，變得非常在意自己的嘴唇乾裂，並嘗試各種的護唇膏以及唇蜜。
因緣際會之下認識了在美容院家庭長大、在學校極受觀迎的人氣學弟杉本真那，並且開始每天在下課之後在教室接受真那的指導。
從小就會開始幫媽媽煮飯，因此非常擅長烹飪。為了感謝真那的「教學講座」，每天都會替真那做午餐。隨著接觸漸漸開始喜歡真那。
由於跟真那的距離越來越近，曾被一年級的學妹惡作劇，甚至造成兩人之間的誤會與隔閡。
受到大她六歲的哥哥影響，很喜歡漫畫，而也因為這個興趣結交了共同看漫畫的好友上野。
杉本 真那（聲：内山昂輝）
本作男主角，高中一年級。特徵為銀髮與綠色的瞳孔，被認為是擁有著不存在於這世界上的的美貌，在學校被女生們稱呼為「真那大人」，擁有眾多崇拜者。
家裡開美容院，常利用美容院休息之後學習美容技巧，技術比姊姊雛還要好。
《世界上最討厭》裡主角秋吉（杉本）萬葉和杉本真紀的兒子。父親真紀是法國混血，因此也能說法語。性格有九成遺傳自母親。
與由衣子相處之後，漸漸被他的純樸性格所吸引，也開始抱有戀慕的心情。不過因為彼此都沒有注意到對方的感情，而持續著單戀狀態。
曾因為一時的忍不住而吻了由依子，但曾傳聞真那有這樣打招呼的習慣，而讓由依子搞不清楚真那的真正心意。

### 高中二年級
瀧川 類
就讀二年A班，與由衣子同班之後才當上的好朋友，暱稱小類。常在三人一起吃完午餐之後就去找男朋友。
積極的與游泳社的三人組幫助由依子，並且告知由依子散播有關於她謠言的犯人的面目。
竹下 笑
就讀二年A班，與由衣子同班之後才當上的好朋友，暱稱小笑。常在三人一起吃完午餐之後就去找男朋友。
上野 貴士（聲：前野智昭）
就讀二年A班，由衣子的漫畫好友，沈默寡言。在班上是唯一能夠和由衣子正常對話的男孩子，所屬游泳社。
第一學期的某一天，與由依子在書店巧遇而瞬間萌生了友情，便經常以互借漫畫交流。因表情變化不大而經常無法猜到在想什麼，因此被同學們視為「古怪的人」。
在由依子遭到一年級女生惡作劇藏匿腳踏車踏板的期間，負責皆送由依子上下學。
對由衣子抱有特殊的感情，即便知曉由衣子與真那之間的關係依然沒有死心。
川崎 冬吾
所屬游泳社，二年B班，上野的好友，稱呼由依子為「小由依」。
於由依子的腳踏車踏板遭惡意拆除並藏匿時，協助由依子尋找腳踏車踏板。後來目擊散播謠言的犯人。
與宙和龍也被上野評為「他們雖然笨，倒還是挺可靠的」。
入江 宙
所屬游泳社，二年B班，上野的好友，稱呼由依子為「小由依」，曾希望由依子稱呼他為「哥哥大人」。
於由依子的腳踏車踏板遭惡意拆除並藏匿時，協助由依子尋找腳踏車踏板。後來目擊散播謠言的犯人。
與冬吾和龍也被上野評為「他們雖然笨，倒還是挺可靠的」。
三井 龍也
所屬游泳社，二年C班，上野的好友，小類的男朋友，稱呼由依子為「小由依」。
於由依子的腳踏車踏板遭惡意拆除並藏匿時，協助由依子尋找腳踏車踏板。
與冬吾和宙被上野評為「他們雖然笨，倒還是挺可靠的」。

### 高中一年級
黒峰 夏艶（聲：神谷浩史）
真那的青梅竹馬兼同班同學，暱稱小夏。曾因為被真那親吻臉頰而以打腹部回擊。
與真那聊天時的內容是女生們的重要情報來源，如真那的喜好。
涼代 多華子
真那的同班同學，經常借一些東西給真那使用之後再出價轉售。

### 高中三年級
杉本 雛（聲：戶松遙）
真那的姊姊，自己和其他人公認繼承了父親大部分的基因。單戀在家裡美髮院工作的謠司。
曾在由依子被一年級的女生以言語欺負時救她，並且替由依子化妝，後來遭到真那責罵。
本庄 滿（聲：千葉紗子）
雛的青梅竹馬。

### 其他人物
杉本 真紀
真那與雛的父親，法國混血，年輕時有過無數的緋聞，於萬葉高一時就對她展開追求。
曾被真那以戀愛諮詢的理由詢問「要讓在意的女孩子喜歡上自己，你覺得應該怎麼做」，而回答「爸爸只知道要怎麼讓討厭自己的女孩子喜歡上我」而遭真那唾棄。
杉本 萬葉
真那與雛的母親，黑髮。
謠司
衫本家美髮院的員工，擅長化妝技巧，經常指導真那與雛。

## 出版書籍
| 冊數 | 白泉社         | 白泉社                                        | 長鴻出版社     | 長鴻出版社            |
| 冊數 | 發售日期       | ISBN                                          | 發售日期       | EAN                   |
| ---- | -------------- | --------------------------------------------- | -------------- | --------------------- |
| 1    | 2011年8月19日  | ISBN 978-4-592-19006-6                        | 2012年4月5日   | EAN 471-681-41-9873-9 |
| 2    | 2012年2月20日  | ISBN 978-4-592-19007-3                        | 2012年7月21日  | EAN 471-540-98-5082-3 |
| 3    | 2012年12月20日 | ISBN 978-4-592-19008-0                        | 2013年8月26日  | EAN 471-540-98-6001-3 |
| 4    | 2013年9月20日  | ISBN 978-4-592-19009-7 ISBN 978-4-592-10554-1 | 2014年2月15日  | EAN 471-540-98-6274-1 |
| 5    | 2014年5月20日  | ISBN 978-4-592-19010-3                        | 2015年9月5日   | EAN 471-540-98-6928-3 |
| 6    | 2015年3月20日  | ISBN 978-4-592-21346-8                        | 2016年11月23日 | EAN 471-540-98-7691-5 |
| 7    | 2016年1月20日  | ISBN 978-4-592-21347-5 ISBN 978-4-592-10564-0 | 2016年12月22日 | EAN 471-300-65-4029-1 |
| 8    | 2019年3月20日  | ISBN 978-4-592-21348-2 ISBN 978-4-592-21890-6 |                |                       |